# Bangarapet
Bangārapet är en ort i Indien.   Den ligger i distriktet Kolar och delstaten Karnataka, i den södra delen av landet, 1 700 km söder om huvudstaden New Delhi. Bangārapet ligger 826 meter över havet och antalet invånare är 42 789.
Terrängen runt Bangārapet är platt. Runt Bangārapet är det tätbefolkat, med 550 invånare per kvadratkilometer. Närmaste större samhälle är Robertsonpet, 11,1 km öster om Bangārapet. Omgivningarna runt Bangārapet är en mosaik av jordbruksmark och naturlig växtlighet.